# 秃发安周
秃发安周（?—?），南凉宗室，河西鲜卑人，是南凉国王秃发傉檀的儿子。
411年，南凉将军焦朗占据姑臧。北凉沮渠蒙逊攻克姑臧，活捉焦朗，并任命自己的弟弟为秦州刺史，镇守姑臧。继续征伐南凉乐都，三十天也不能攻克。秃发傉檀用自己的儿子秃发安周作为人质交给了北凉，沮渠蒙逊才撤兵。